# Tiochetali

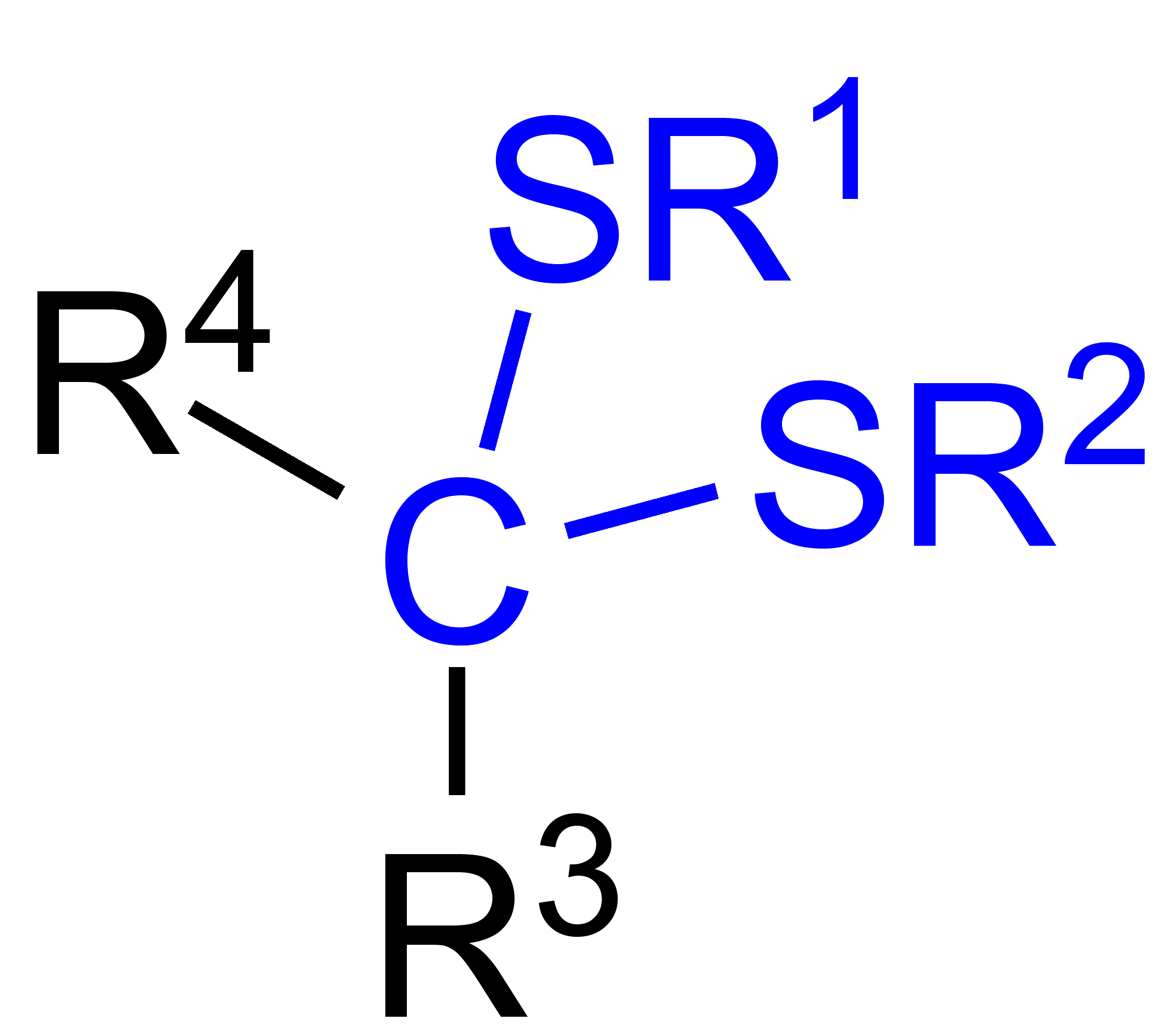
Formula generale dei tiochetali.

I tiochetali sono composti organici derivanti dalla sintesi di un chetone e un tiolo.

## Meccanismo di formazione
La reazione avviene in ambiente acido, con il gruppo chetonico -(CO)- che reagisce col gruppo -SH di un tiolo:
- Un protone si lega all'ossigeno del carbonile protonandolo:

```
   R'            R'
   |             |
 R-C=O + H
+
 

  

    

      

        
⇄

      

    

    
{\displaystyle \rightleftarrows }

  

 R-C=O
+
-H
```

- Il chetone protonato è in risonanza col carbocatione:

```
   R'
   |
 R-C
+
-OH
```

- A questo punto il carbocatione subisce un attacco nucleofilo da parte dello zolfo del tiolo, che assume una carica positiva:

```
  R'                 R'H
  |                  | |
R-C
+
-OH + R"-SH 

  

    

      

        
⇌

      

    

    
{\displaystyle \rightleftharpoons }

  

 R-C-S
+
R"
                     |
                     OH
```

- Lo zolfo attira a sé gli elettroni del legame con l'idrogeno, determinandone la rottura e la conseguente liberazione di un protone:

```
   R'H         R'
   | |         |
 R-C-S
+
R" 

  

    

      

        
⇄

      

    

    
{\displaystyle \rightleftarrows }

  

 R-C-SR" + H
+

   |           |
   OH          OH
```

- L'ultima molecola ottenuta è un emitiochetale (o semitiochetale), che subisce un nuovo attacco elettrofilo da parte di un protone:

```
   R'              R'
   |               |
 R-C-SR" + H
+
 

  

    

      

        
⇄

      

    

    
{\displaystyle \rightleftarrows }

  

 R-C-SR"
   |               |
   OH              O
+
H
                   H
```

- Lo zolfo attira a sé gli elettroni del legame con il carbonio determinandone la rottura e la liberazione di una molecola di acqua, con la formazione di un carbocatione:

```
   R'          R'
   |           |
 R-C-SR" 

  

    

      

        
⇄

      

    

    
{\displaystyle \rightleftarrows }

  

 R-C
+
-SR" + H
2
O
   |
   O
+
H
   H
```

- A questo punto la reazione prosegue con l'attacco nucleofilo del tiolo che porta alla formazione del tiochetale:

```
   R'                  R'  
   |                   |
 R-C
+
-SR" + R
'''
-SH 

  

    

      

        
⇄

      

    

    
{\displaystyle \rightleftarrows }

  

 R-C-SR"
                       |
                       S
+
R
'''

                       H
   R'          R' 
   |           | 
 R-C-SR" 

  

    

      

        
⇄

      

    

    
{\displaystyle \rightleftarrows }

  

 R-C-SR" + H
+

   |           |
   S
+
R
'''
      SR
'''

   H
```

Nella reazione si può utilizzare una mole di ditiolo al posto di due moli di tiolo. Si otterrà in questo caso un tiochetale ciclico.